# Реаль, Хосе Луис
Хосе́ Луи́с Реа́ль Каси́льяс (исп. José Luis Real Casillas; 6 июня 1952, Гвадалахара, Мексика) — мексиканский футболист, выступавший на позиции полузащитника, и футбольный тренер. В настоящее время занимает должность спортивного директора футбольного клуба «Толука».

## Биография
Реаль — уроженец Гвадалахары, провёл карьеру игрока, выступая на позиции полузащитника, в местных футбольных клубах — «Чивас» и «Атлас».
Карьеру тренера начал в «Атласе», который тренировал в сезоне 1988/89.
Несколько месяцев в конце 2004 — начале 2005 годов возглавлял клуб «Дорадос де Синалоа».
В 2009 году был назначен главным тренером «Гвадалахары». Под его руководством «Чивас» дошли до финала Кубка Либертадорес 2010, где уступили бразильскому «Интернасьоналу». В октябре 2011 года после серии неудачных игр Реаль был смещён с поста — главным тренером был назначен Фернандо Кирарте, но работать в клубе продолжил.
30 мая 2013 года стало известно, что Реаль сменит на должности главного тренера клуба MLS «Чивас США» Хосе Луиса Санчеса Солу.
25 ноября 2013 года было объявлено о возвращении Реаля в «Гвадалахару» в качестве главного тренера. 1 апреля 2014 года он был уволен из «Чиваса» после разгромного поражения со счётом 0:4 от наиболее принципиального соперника, столичной «Америки». Однако, в том же месяце клуб предложил ему новую работу, директора по развитию в молодёжной академии, но пребывание на должности оказалось кратким — в июне он был вновь уволен. Новый приход Реаля в «Чивас» состоялся в октябре 2014 года — он был нанят технико-тактическим координатором в молодёжной академии.
30 мая 2016 года Хосе Луис Реаль был назначен на должность спортивного директора футбольного клуба «Толука».